# Kegel-Sonnenuhr

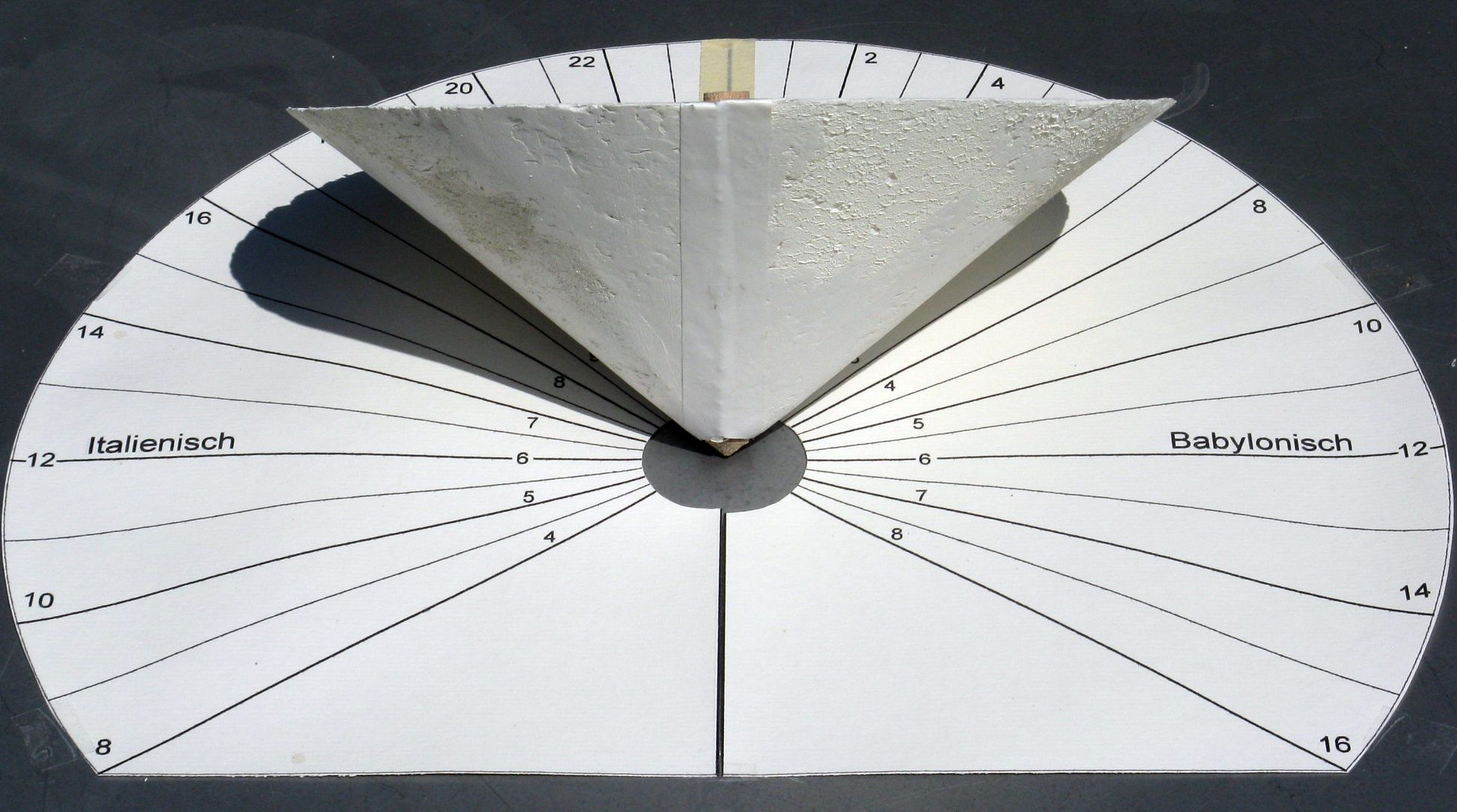
Kegel-Sonnenuhr (φ = 50°)
Anzeige (äußere Ziffern): Beginn der achten babylonischen Stunde, Ende der 14. italienischen Stunde

Die Kegel-Sonnenuhr ist eine Sonnenuhr mit einem Kegel als Schattenwerfer. Sie zeigt Babylonische und Italienische Stunden an und wurde 1998 erstmals vom Spanier Javier Moreno Bores vorgestellt.
Der schattenwerfende Kegel hat als halben Spitzenwinkel den Winkel φ der geographischen Breite des Aufstellungs-Ortes. Bei der Ausführung als Bodensonnenuhr liegt der Kegel in der Regel mit einer Mantellinie direkt auf dem Boden, und seine Achse ist parallel zur Erdachse. Seine Spitze zeigt somit gegen Süden. Angezeigt wird die Zeit:
- seit Sonnenaufgang (Babylonische Stunden) durch den rechten Schatten-Rand (bei Blick gegen Norden)
- seit Sonnenuntergang des vorherigen Tages (Italienische Stunden) durch den linken Schatten-Rand.

Die Sonne wird wie mit einem Polstab nur eindimensional abgebildet. Anstatt eines einzigen Stabes sind jedoch unendlich viele über den Tag wirksam. Die Ebene der Babylonischen bzw. Italienischen Stunden enthält in entsprechender Zeit die Sonne unabhängig von der Jahreszeit (d. h. unabhängig vom Deklinationswinkel der Sonne) und tangiert den schattenwerfenden Kegel. Mit der täglichen Rotation dieser Ebene um die Himmelsachse (gleich Kegelachse) rotiert die den Kegel tangierende Mantellinie, die somit fortlaufend als schattenwerfender „Stab“ fungiert.
Die Stundenlinien auf der Bodenskala sind ähnlich zu konstruieren wie die einer Horizontalsonnenuhr. Deren Mittagslinie ist die Linie für die 0. Babylonische bzw. für die 24. Italienische Stunde. Auf der 13-Uhr-Linie wird die zweite Babylonische, auf der 11-Uhr-Linie die 22. Italienische Stunde angezeigt, denn der Schatten der Kegelmantel-Linien wandert doppelt so schnell vorwärts wie der eines Polstabes.